# فدراسیون فوتبال بلاروس
فدراسیون فوتبال بلاروس (به بلاروسی: Беларуская Федэрацыя Футбола) نهاد اداره‌کننده مسابقات فوتبال و فوتسال در کشور بلاروس است.
این فدراسیون که در ۱۹۸۹ تأسیس شده عضو یوفا و فیفا نیز می‌باشد و مقر آن در شهر مینسک است.
مسابقات لیگ برتر فوتبال بلاروس، جام حذفی فوتبال بلاروس و سوپر جام فوتبال بلاروس زیر نظر این فدراسیون برگزار می‌شود.